# Basuki Tjahaja Purnama
Basuki Tjahaja Purnama (en langue hakka, Tjung Ban Hok, en pinyin, Zhōng Wànxué, en caractères chinois 鍾萬學), né le 29 juin 1966 à Manggar, est un homme politique indonésien, gouverneur de Jakarta de 2014 à 2017. Il est plus connu sous le nom affectueux hakka « Ahok » (chinois traditionnel : 阿學).

## Biographie

### Jeunesse et formation
Basuki Tjahaja Purnama grandit à Manggar dans l'île de Belitung. Il est le fils aîné de Buniarti Ningsih (Bun Nen Caw) et d'Indra Tjahaja Purnama (Zhong Kim Nam), qui sont d'origine chinoise. Basuki Tjahaja Purnama a trois enfants, Basuri, Fifi Lety Indra et Harry.
Il est diplômé de l'université Trisakti en ingénierie géologique, d'où il est sorti en 1989. Son diplôme obtenu, il rentre à Bangka Belitung pour créer sa propre entreprise travaillant pour des contrats miniers.

### Carrière politique
Bupati (préfet) de Belitung oriental de 2005 à 2006, il est
député du Conseil représentatif du peuple de 2009 à 2012.
Le 20 septembre 2012, il est élu gouverneur adjoint de Jakarta au côté du gouverneur Joko Widodo. Quand celui-ci se présente à l'élection présidentielle de 2014 qu'il remporte, Ahok exerce l'intérim des fonctions de gouverneur du 1er juin au 22 juillet et de nouveau à partir du 16 octobre. Il est ensuite investi comme gouverneur en titre le 19 novembre suivant. Il est le second Chinois d'Indonésie à occuper ce poste, après le peintre Henk Ngantung sous la présidence de Soekarno en 1964 - 1965.
Candidat à un second mandat de gouverneur, il arrive en tête lors du premier tour de l'élection le 15 février 2017 avec 42,91 % des voix devant Anies Baswedan, 40,05 %, et Agus Harimurti Yudhoyono, 17,04 %. À l'issue du second tour, le 19 avril, il reconnaît sa défaite face à Baswedan qui l'emporte largement avec 58 % des voix.
Accusé de blasphème contre l'islam pour avoir déclaré lors d'une visite aux îles Seribu en septembre 2016 « que l’interprétation, par certains théologiens, d’un verset du Coran selon lequel un musulman ne doit élire qu’un dirigeant musulman, était erronée », il est condamné le 9 mai 2017 par un tribunal de district de Jakarta-Nord (présidé par Dwiarso Budi Santiarto (id)) à deux ans de prison ferme assortis d'une incarcération immédiate. Il déclare vouloir faire appel de la sentence. Il y renonce par la suite. Cette condamnation résulterait plutôt d'une manœuvre orchestrée par ses adversaires politiques. Le 24 janvier 2019, il sort du centre de détention du Mako Brimob, où il était emprisonné. 
Le 22 novembre 2019, il est nommé président-commissaire de la Pertamina, la compagnie nationale pétrolière (et gazière) indonésienne. Il prend ses fonctions le 25 novembre. En février 2020, des membres du mouvement 212 (le même qui avait exigé sa condamnation pour blasphème) exigent son renvoi de la Pertamina. 